# M6 (Musikproduzent)
M6 (* 26. September 1997, bürgerlich Mirnes Kvrgic) ist ein in Musikproduzent aus Österreich mit Wurzeln in Bosnien.

## Musikalischer Werdegang
Die ersten von M6 produzierten Lieder wurden zwischen 2017 und 2018 veröffentlicht. Darunter zählen Produktionen von Interpreten wie Juju und Manuellsen. Seit Oktober 2019 steht er beim schweizerischen Musikverlag „No Love Rights Management“ unter Vertrag. Seither folgten diverse internationale Produktionen, unter anderem für den US-amerikanischen Rapper 2'Live Bre, der vor allem durch die Netflix-Serie Rhythm & Flow an Bekanntheit gewann. Mit den Beiträgen zu den Songs Valhalla und Veni Vidi Validus auf dem Album Alphagene II von Kollegah wirkte M6 erstmals auf einem Album mit, welches auf Platz 1 der deutschen Charts landete. Eine Nummer 1 Platzierung in den französischen Musikcharts verzeichnete er durch seine Mitarbeit am Album MVP (La Réedition) vom Rapper Mister V.

## Statistik

### Auszeichnungen für Musikverkäufe
Anmerkung: Auszeichnungen in Ländern aus den Charttabellen bzw. Chartboxen sind in ebendiesen zu finden.
| Land/RegionAuszeichnungen für Musikverkäufe (Land/Region, Auszeichnungen, Verkäufe, Quellen) | Gold | Platin  | Verkäufe | Quellen         |
| -------------------------------------------------------------------------------------------- | ---- | ------- | -------- | --------------- |
| Frankreich (SNEP)                                                                            | —    | Platin1 | 100.000  | snepmusique.com |
| Insgesamt                                                                                    | —    | Platin1 |          |                 |

## Diskografie
- 2021: Matti Baybee - Discouraged
- 2021: Teven - Kämpferherz
- 2021: TheDoDo - Normal
- 2021: Mister V - Potion
- 2020: Kalazh44 - Handschuhfach
- 2020: Robo - AUX feat. Yun Mufasa & Marvin Game
- 2020: Nu51 feat. Eunique - Ich will nicht
- 2020: Kalazh44 - Whatsapp
- 2020: Kalazh44 - Freezer
- 2020: Lil Raven - Rags
- 2020: Bandhunta Izzy - Till it fade away
- 2020: Payy – Screenshots
- 2020: Fee Gonzales – Boasty
- 2020: Fee Gonzales – Southside feat. Ling Hussle
- 2020: Gringo – Bam Bam feat. Capital Bra[4]
- 2020: OMG – Jealous & Greedy feat. Ezhel
- 2020: Kosa – Off White feat. Lil Durk
- 2020: Velet – Karakol
- 2019: Kollegah – Veni Vidi Validus
- 2019: Kollegah – Valhalla[5]
- 2019: 2'Live Bre – Water
- 2019: Karaz – Intro
- 2018: JzudemB – Spiritus feat. Manuellsen
- 2018: JzudemB – Alter Bmw
- 2017: Karaz – Alkohol fliesst feat. Juju
- 2017: Karaz – Identität[6]

## Belege
1. ↑  Produzenten auf nolovemusic.com, abgerufen am 20. April 2020.
2. ↑  No Love Rights Management will HipHop-Produzenten fördern. Abgerufen am 13. Februar 2020.
3. ↑  Offizielle Deutsche Charts – Offizielle Deutsche Charts. Abgerufen am 13. Februar 2020.
4. ↑  Skinny: Gringo feat. Capital Bra – Bam Bam (prod. Goldfinger, Palazzo, M6). In: rap.de. 28. Mai 2020, abgerufen am 29. Mai 2020.
5. ↑  Kollegah – Valhalla | 16BARS. In: 16BARS.DE. Abgerufen am 13. Februar 2020.
6. ↑  Karaz – Identität (prod. Ambezza & M6) [Video]. In: rap.de. rap.de, 14. Juli 2017, abgerufen am 13. Februar 2020.

| Personendaten    | Personendaten                    |
| ---------------- | -------------------------------- |
| NAME             | M6                               |
| ALTERNATIVNAMEN  | Kvrgic, Mirnes (wirklicher Name) |
| KURZBESCHREIBUNG | bosnischer Musikproduzent        |
| GEBURTSDATUM     | 26. September 1997               |